# 바리 아츠마
바리 아츠마(Barry Atsma, 1972년 12월 29일 ~ )는 네덜란드의 배우이다.

## 출연 작품
- 킬러의 보디가드